# Frédéric Martin (animateur)
Pour les articles homonymes, voir Frédéric Martin et Martin.
 (mars 2018).
Frédéric Martin, né le 15 avril 1973, est un auteur, comédien, animateur de radio et humoriste français.

## Biographie
Né le 15 avril 1973, Frédéric Martin est l’aîné des deux fils de Jacques Martin et de la comédienne Danièle Évenou. Son frère Jean-Baptiste Martin, est acteur. 
Son premier fait d'armes se fait par hasard en 1980, lorsqu'il participe à l'émission de son père L'École des fans consacrée à Thierry Le Luron, pour remplacer un enfant malade à la dernière minute. Il y imite le président Valéry Giscard d'Estaing et est gentiment raccompagné à sa place par son père qui « craint que son contrat ne soit pas renouvelé ».
En 1992, il entre à l'École nationale supérieure des arts et techniques du théâtre, plus communément appelé L'École de la rue Blanche où au concours d'entrée il a été reçu deuxième.
En 2000, son show radiophonique quotidien Le Monde de Monsieur Fred, sur Ouï FM gagne en popularité au point de se produire à certaines occasions en public au Réservoir, puis au Trabendo et à la Cigale à guichets fermés. Le Monde de Monsieur Fred est sacrée Meilleure émission radio de l'année par le magazine Stratégies et est salué par toute la presse : Libération,, Le Figaro, France-Soir, Télérama, Paris-Match, Rock and Folk, Le JDD, Les Inrockuptibles, Broadcast et Femme Actuelle. Frédéric Martin est également l'invité de Tout le monde en parle sur France 2 le 22 janvier 2000.
En tant qu'auteur et humoriste, il travaille à la télévision pour Laurent Ruquier, Stéphane Collaro, Raphaël Mezrahi, Karl Zéro, Bruno Solo et Yvan Le Bolloc'h et Laurent Baffie.
Il se marie le 5 juillet 2013. Il a un fils d'une première union, prénommé Alexandre.

## Carrière

### À la radio et en podcast
De 1996 à 1998, il tient une chronique humoristique dans l'émission Beat, Whisky et Poésie sur OÜI FM, ce qui l'amènera ensuite à avoir sa propre tranche horaire sur la chaîne : la fiction audio Le Monde de monsieur Fred (abrégée LMDMF). Il écrit et anime cette émission de 1998 à 2003, le soir de 23h à minuit, du lundi au vendredi. Malgré cette heure tardive, LMDMF devient l'émission-phare de la radio. Il restera fidèle à OÜI FM par la suite en étant la voix d'antenne des jingles aux côtés de Jessica Forde de 2007 à 2009.
De 2005, à 2008 il participe sur France Inter en tant que chroniqueur à l'émission de Stéphane Bern, Le Fou du roi. Il se retrouve ensuite sur le Mouv' de 2011 à 2014 dans La Morinade, émission quotidienne (puis hebdomadaire) aux côtés de Daniel Morin, Albert Algoud, Giulia Foïs et Jean-Mathieu Pernin. Il retrouve Stéphane Bern en 2015 sur RTL dans À la Bonne Heure en tant qu'invité Spécial Noël.
Il revient à la fiction audio en 2020 avec une nouvelle saga mp3, Le ShCrok Mel Sho ?, co-réalisée avec son frère Jean-Baptiste Martin et qui parodie l'univers de Sherlock Holmes. Toujours en activité, Le ShCrok Mel Sho ? compte, au 31 mars 2021, 19 épisodes.

### À la télévision
En 2002, il est chroniqueur dans l'émission hebdomadaire satirique Les Hyènes sur France 2 aux côtés des membres de Action discrète (Sébastien Thoen, Thomas Séraphine),. Il travaille ensuite pour Karl Zéro en 2003 sur Canal+ en tant qu'auteur et humoriste pour Le Vrai Journal dans la rubrique Le Zérorama avec Albert Algoud et Daisy Derrata. En 2004, toujours sur Canal+, il collabore au Journal des Bonnes Nouvelles où il écrit et anime la séquence humoristique Le Choizing qui était un parodie du Zapping.
Il passe sur Direct 8 en tant qu'humoriste en 2006, il participe à la quotidienne J'y étais animée par Stéphane Bern. En 2007, il intègre l'équipe de On aura tout vu, animée par Max et Albert Algoud. En 2007, sur France 2, il fait des sketchs dans l'émission On a tout essayé animée par Laurent Ruquier. C'est lors de celle-ci qu'une de ses répliques sur la maladie de Grégory Lemarchal aboutira à un procès pour injure.
En 2014, sur Enorme TV, il fait partie de la bande de L'Open Bar, animé par Laurent Baffie, aux côtés de François Rollin, Raphaël Mezrahi, Pascal Sellem, Guillaume Bats et Delphine Baril.

### Spectacles
En 1998, il donne son premier one-man show intitulé Dans l'Mur au Festival d'Avignon, puis en 2000 son deuxième, Ça c'est Youpi ! à Avignon et au Réservoir. En 2004, il monte la comédie musicale Bob le Vers solitaire claustrophobe au Petit palais des glaces, puis reprend le one-man show en 2006 avec Chic & Sobre au Réservoir, à la Comédie des 3 bornes, au Festival d'Humour de Montreux et dans toute la France. Il se lance en 2007 dans un one-man show plus autobiographique intitulé Comment tu t'appelles Frédéric ? dans lequel il raconte l'histoire de sa famille et ses souvenirs en tant qu'enfant des années 70 et 80. 
En tant qu'auteur, il co-écrit Dany la Gaule, le one-man Show de Daniel Morin au Réservoir et écrit pour Danièle Évenou un seule en scène intitulé Et en plus c'est vrai !, au théâtre des Mathurins à Paris et en tournée.

## Problèmes juridiques
Le 8 octobre 2008, Frédéric Martin est condamné à verser 2 000 euros de dommages et intérêts et 1 000 euros d'amende pour avoir injurié, en raison de son handicap, le chanteur Grégory Lemarchal, atteint de mucoviscidose et décédé en 2007. Le 26 septembre 2006, lors de l'émission de France 2 On a tout essayé animée par Laurent Ruquier, il avait désigné, dans un sketch, le gagnant de la Star Academy 2004 du nom de la maladie dont il souffrait. Pour Frédéric Martin, tout cela n'était que de l'humour, il n'avait aucune intention de blesser.